# Lerntheke
Die Lerntheke ist ein offenes Unterrichtskonzept, das Strukturelemente aus der Reformpädagogik wie Wochenplanarbeit, Werkstattunterricht sowie Freiarbeit und Lernen an Stationen kombiniert.
Die Lernenden übernehmen in einem hohen Maße die Verantwortung für die Ausgestaltung der eigenen Lernprozesse. Die Arbeit mit der Lerntheke orientiert sich damit weniger an zentral vorgegebenen Lernzielen als an der Entwicklung von Kompetenzen.

## Lernthekenheft
Im Lernthekenheft (LTH) sind die Vorgaben des Lehrplanes (Bildungsauftrag) als zu erreichende Kompetenzen in einer kindgerechten Sprache formuliert. Der Bearbeitungsstand sowie der Grad der erreichten Kompetenz wird in den einzelnen Bereichen von den Schülern dokumentiert. Das Lernthekenheft fungiert so gesehen als Logbuch ganz persönlicher Lernprozesse. Neben den ausgewählten Übungen, Tests und anderen Lernstandskontrollen gibt das Lernthekenheft Auskunft über Erfolg und Umfang der zu erreichenden Kompetenzen.

## Unterrichtsstruktur
Im offenen Unterricht der Arbeit mit der Lerntheke gibt es kompetente Einführungen (Element des frontalen Unterrichts) der Unterrichtsthemen für Schüler. Diese können, wenn sie der Meinung sind, ausreichend vorbereitet für die individuelle Bearbeitung der Themen zu sein, selbständig Übungen und Lernangebote aus der Lerntheke (vorbereitete Lernumgebung) auswählen und bearbeiten. Dabei dokumentieren sie täglich im Lernthekenheft ihren Fortschritt.

## Sozialformen
Grundsätzlich ist die Arbeit mit der Lerntheke als individuelles Lernen angelegt. Abhängig von den aktuellen Bedürfnissen der einzelnen Schüler unterstützen Partnerarbeit und Gruppenarbeit mit ihren Interaktionen die Lern- und Trainingsprozesse.

## Lehrerhandeln
Die Lehrkräfte sind verantwortlich für die Bereitstellung der vorbereiteten Lernumgebung im Unterrichtsraum (Lerntheke), die Einführungen von Unterrichtsthemen, die Begleitung und Kontrolle der individuellen Übungstätigkeiten der Schüler, die Führung der Schüler, denen die selbständige Unterrichtsarbeit noch nicht ausreichend gelingt, die Bereitstellung der Tests, Lernstandskontrollen, Kompetenzkontrollen und deren Dokumentation, die Organisation von Hilfe und Unterstützung, die Organisation von Lernen in verschiedenen Sozialformen, die Überwachung der Übungstätigkeit hinsichtlich zur Vermeidung von fehlerhaften Aneignungsprozessen sowie Zurückbleiben bezüglich des Schuljahresziels (Lehrplan), die Arbeitsatmosphäre im Raum, Verhinderung von Störungen, die Förderangebote für leistungsschwächere sowie leistungsstärkere Schüler.

## Kontrolle, Lernstandserhebungen
Unter Beachtung der Heterogenität der Schüler und des unterschiedlichen Standes der Kompetenzentwicklung werden bevorzugt keine Tests zu einem gemeinsamen Termin für die Lerngemeinschaft durchgeführt. Vielmehr melden sich die Schüler nach Einschätzung ihres eigenen erlangten Kompetenzgrades zu individuell durchzuführenden Lernstandserhebungen bei der Lehrkraft an. Diese Ergebnisse bestätigen dann die erlangte Kompetenz und werden im Lernthekenheft für die Schüler als Abschluss dokumentiert.